# Lijst van burgemeesters van Nieuw-Vossemeer
Dit is een lijst van burgemeesters van de voormalige Nederlandse gemeente Nieuw-Vossemeer tot die gemeente op 1 januari 1997 opging in de gemeente Steenbergen.
| Ambtsperiode | Naam burgemeester                     | Partij of stroming | Bijzonderheden                                                                                   |
| ------------ | ------------------------------------- | ------------------ | ------------------------------------------------------------------------------------------------ |
|              |                                       |                    |                                                                                                  |
| 1810 - 1824  | S.O. Catshoek                         |                    |                                                                                                  |
| 1825 - 1852  | Antonie van Trijen                    |                    |                                                                                                  |
| 1852 - 1880  | L. de Wit                             |                    |                                                                                                  |
| 1880 - 1908  | J.A. Martelmans                       |                    |                                                                                                  |
| 1909 - 1928  | B.A. van der Wielen                   |                    |                                                                                                  |
| 1929 - 1935  | P.J.J. Letschert                      |                    | later burgemeester van Rucphen                                                                   |
| 1935 - 1944  | J.A.J. van Heereveld                  |                    | eerder burgemeester van Hedikhuizen, bij besluit van 13 december 1944 van Militair Gezag afgezet |
| 1944 - 1948  | P.J. van den Ban                      |                    | Waarnemend.                                                                                      |
| 1948 - 1955  | E.P.A.M. Janssens                     |                    | later burgemeester van Aarle-Rixtel en waarnemend burgemeester van Stiphout                      |
| 1955 - 1961  | mr. Gert-Jan (G.J.) Mol               | KVP                | later burgemeester van Boxmeer                                                                   |
| 1961 - 1967  | Frans (F.) Twaalfhoven                | KVP                | later burgemeester van Hoeven                                                                    |
| 1967 - 1972  | mr. Hub (H.P.J.A.M.) Hennekens        | KVP                | later burgemeester van Cuijk en Sint Agatha                                                      |
| 1972 - 1979  | Alphons Gustaaf Oswald Adriaan Remery | KVP                |                                                                                                  |
| 1980 - 1989  | Bram (A.A.) Rijstenbil                | VVD                |                                                                                                  |
| 1989 - 1997  | Ber (E.A.) Lukkassen                  | PvdA               | later burgemeester van Maurik en Millingen aan de Rijn                                           |